# Upstream
Upstream – kierunek przesyłu danych od klienta do serwera (upload). Kierunek ten jest przeciwieństwem downstream-u nie tylko w teorii ale i w zastosowaniu, dodatkowo oba terminy często znacznie różnią się prędkością. Downstream jest istotne dla przeciętnego użytkownika domowego w celu pobierania zawartości, gdyż dane są pobierane głównie z serwerów internetowych, w których wysyłanie danych ma kluczowe znaczenie.  Upstream na wyższym poziomie ma również znaczenie dla użytkowników oprogramowania peer-to-peer (P2P).
Modemy ADSL i kablowe są asymetryczne, przez co prędkości wysyłania danych (upstream) są dużo niższe niż w przypadku pobierania danych (downstream). Istnieją również symetryczne połączenia, takie jak SDSL i T1, które oferują identyczne prędkości przesyłania danych w obie strony.